# K. Csilléry Klára
K. Csilléry Klára (Király Péterné) (Budapest, 1923. augusztus 30. – Budapest, 2002. június 25.) magyar néprajzkutató, muzeológus. Férje Király Péter nyelvész. A történelem (néprajz) tudományok kandidátusa (1970), a néprajztudomány doktora (1993).

## Életpályája
A budapesti Képzőművészeti Főiskola rajztanári szakán tanult (1942–1947). Szőnyi István tanítványaként festőművésznek készült, de életét végül a néprajztudománynak szentelte. 1950-ben a budapesti ELTE Bölcsészettudományi Karán muzeológusi (1950) oklevelet. Részt vett a Teleki Intézet Táj- és Népkutató Osztálya által szervezett erdélyi kutatótáborban (1943). Baranyában önálló kutatást végzett (1946) a népi bútorok témakörben főiskolai diplomamunkájához (Szökrönyök Sumonyból és Csedriből, kézirat, 1947). Elvégezte az állami Nőipariskola kézimunka tanítónői tanfolyamát (1947), majd az ELTE BTK néprajz-művészettörténet szakán tanult; muzeológus oklevelet szerzett (1950). 1947-től a Néprajzi Múzeumban dolgozott, ő volt a Bútorgyűjtemény kezelője, majd osztályvezető-helyettes (1961–től 1970-ig). A Szentendrei Szabadtéri Néprajzi Múzeum megszervezésétől annak muzeológiai osztályvezetője volt (1970–1979; nyugdíjazásáig). Nevéhez fűződik a Szabadtéri Múzeum első épületeinek berendezése is.

## Kutatási területe
- Az összehasonlító népi lakáskultúra-kutatással, a népi bútor történetével, a népi fatechnológia vizsgálatával és a népművészet történetével foglalkozott.
- "Képzettsége alapján a bútorművesség, a lakáskultúra és a népművészet történeti szempontú kutatása állt tudományos munkásságának középpontjában. A népi bútorművesség tanulmányozását összekapcsolta a faipar vizsgálatával, élő gyakorlatban sikerült megtalálnia Szuhahután a legrégiesebb szerkesztésű bútordarab, az ácsolt láda készítését. A hagyományos bútorművesség területén a technológiával, a készítőközpontokkal és az árusítással kapcsolatban tárt fel új ismereteket. A lakáskultúrában a kulcsfontosságú bútordarabok és a lakásberendezés történeti alakulása foglalkoztatta (ácsolt láda, tálcaasztal, talpas bölcső, csuklós támlájú pad). A jelenségek kialakulásának megértésére, a történeti folyamatok rekonstruálására törekedett, amint azt kandidátusi értekezése is reprezentálja (A magyar népi lakáskultúra történeti kezdetei. Budapest, 1982). A népművészet történetének feltárása kezdettől foglalkoztatta. A tárgyi, történeti adatok, tények elsőbbségét hangoztatta a tetszetős következtetésekkel szemben. Munkásságát rendkívül nagy tárgyismeret és a történeti összefüggések éles szemű meglátása jellemezte.

Muzeológiai tevékenységével a Néprajzi Múzeum Bútorgyűjteményét több ezer tárggyal, azoknak mintaszerű dokumentációjával gyarapította."

## Tanárként
A Képzőművészeti Főiskola tanára (1979–1993), emeritusz professzora (1993-tól), a Miskolci Egyetem Kulturális és Vizuális Antropológiai Tanszékének professzora volt (1993–2002).

## Társadalmi tevékenysége
Számos jelentős kiállítást rendezett, nagyszámú előadást tartott itthon és külföldön; páratlan méretű szaklektorálást végzett. A Magyar Néprajzi Társaság Anyagi Kultúra Szakosztályának elnöke (1985–1994), az Osztrák Néprajzi Társaság tagja (1990). Az Ethnographia szerkesztő Bizottsági tagja (1981–1993).

## Díjai, elismerései
- Móra Ferenc-emlékérem (1977)
- Györffy István-emlékérem (1984)
- A Magyar Köztársasági Érdemrend lovagkeresztje (2001)

## Főbb művei
- Magyar népművészet. Fél Edittel, Hofer Tamással (Budapest, 1958; 2. kiadás 1969 angol, német, francia nyelven is)
- A magyar bölcső eredeti formája (Néprajzi értesítő, XLVIII., 1966, 5-47.)
- A magyar nép bútorai (Budapest, 1972; 2, kiad. 1975; angol, német és francia nyelven is)
- Egy németalföldi eredetű magyar népi bútor: a csuklós támlájú pad (Néprajzi értesítő, LVII., 1975, 5-68.)
- A magyar népművészet története (Budapest, 1978; 2. kiad. 1979)
- A magyar lakáskultúra kialakulásának kezdetei (Budapest, 1982)
- A lakáskultúra társadalmi rétegek szerinti differenciálódása (Ethnographia, XCVI., 1985, 173-211.)
- A hartai bútor (Cumania, 10, Kecskemét, 1987,375-418.)
- Bútorművesség (in: Magyar néprajz III, Anyagi kultúra 2. Kézművesség. Szerk. Domonkos Ottó. Budapest, 1991, 482-523)
- Bútorművesség – lakáskultúra – népművészet. Doktori értekezés is (Néprajzi értesítő, LXXV., 1973, 9-36.)
- K. Csilléry Klára: Az ácsolt láda (Összegyűjtött tanulmányok. Szerkesztette: Kiss Margit), Series Historica Ethnographiae 13. Néprajzi Múzeum, Budapest, 2007 (posztumusz kiadás)